# Nord Aviation
Nord Aviation foi uma empresa aeroespacial francesa criada em 1954 por meio da aquisição da SFECMAS pela S.N.C.A.N. (Société Nationale de Constructions Aéronautiques du Nord). Em 1970 fundiu-se com a Sud Aviation para formar a Aérospatiale.